# Gardendale (Texas)
Pour les articles homonymes, voir Gardendale.
Gardendale est une census-designated place située dans le comté d'Ector, dans l’État du Texas, aux États-Unis. Lors du recensement de 2010, sa population s’élevait à 1 574 habitants.

## Source
- (en) Cet article est partiellement ou en totalité issu de l’article de Wikipédia en anglais intitulé « Gardendale, Texas » (voir la liste des auteurs).